# Lista botaniștilor după abrevierea de autor (S)
Aceasta este o listă incompletă de botaniști după abrevierile lor de autor, care sunt destinate citării denumirilor științifice sau a lucrărilor pe care le-au publicat. Această listă este întocmită după Authors of Plant Names⁠(en)[traduceți] de Brummitt & Powell (1992). Utilizarea acelei liste este recomandată prin Nota 1 Rec. 46A din International Code of Nomenclature for algae, fungi, and plants. Lista este actualizată online la The International Plant Names Index și Index Fungorum.
De notat că în unele cazuri abrevierea de autor constă dintr-un nume de familie complet, iar în alte cazuri numele este abreviat sau/și însoțit de una sau mai multe inițiale. Nu se pun spații între inițiale și nume (sau abrevierea sa).

#### Ordinea intrărilor
Lista de aici este menținută strict în ordinea alfabetică a abrevierilor; astfel "A.B.Jacks." apare la litera "A" și nu la "J", și este situat astfel ca și cum caracterele ar fi fost "ABJACKS". Capitalizarea este ignorată, la fel ca și toate caracterele non-alfabetice ca puncte și spații. Semenele diacritice de asemenea sunt ignorate, astfel încât, de exemplu, "ü" este tratat ca și cum ar fi "u".

#### Navigare
Din cauza lungimii sale, lista este despărțită în mai multe pagini separate. Toate secțiunile alfabetice pot fi accesate din cuprins.

## A–R
| Liste: | A | B | C | D | E F | G | H | I J | K L | M | N O | P | Q R | S | T U V | W X Y Z |

Pentru a găsi intrări ce încep cu A–R, folosiți cuprinsul de mai sus.

## S
| Liste: Sus | A | B | C | D | E F | G | H | I J | K L | M | N O | P | Q R | S | T U V | W X Y Z |

- Sabine – Joseph Sabine (1770–1837)
- Sabourin – Lucien Sabourin (1904–1987)
- Sacc. – Pier Andrea Saccardo (1845–1920)
- Sachet – Marie-Hélène Sachet (1922–1986)
- Sachs – Julius von Sachs (1832–1897)
- Sacleux – Charles Sacleux (1856–1943)
- Sadeb. – Richard Emil Benjamin Sadebeck (1839–1905)
- Saff. – William Edwin Safford (1859–1926)
- Sagást. – Abundio Sagástegui Alva (1932–2012)
- Sahlb. – Carl Reinhold Sahlberg (1779–1860)
- Sahni – Birbal Sahni (1891–1949)
- Sa.Kurata – Satoru Kurata (1922–1978)
- Salisb. – Richard Anthony Salisbury (1761–1829)
- Salm-Dyck – Joseph zu Salm-Reifferscheidt-Dyck (1773–1861)
- Salmon – John Drew Salmon (1802–1859)
- Samp. – Gonçalo António da Silva Ferreira Sampaio (1865–1937)
- Sander – Henry Frederick Conrad Sander (1847–1920)
- S.Andrews – Susyn M. Andrews (n. 1953)
- Sandwith – Noel Yvri Sandwith (1901–1965)
- S.A.Nikitin – Sergei Alekseevich Nikitin (n. 1898)
- Sanjappa – Munivenkatappa Sanjappa (n. 1951)
- Santapau – Hermenegild Santapau (1903–1970)
- Santin – Dionete Aparecida Santin (fl. 1991)
- Saporta – Louis Charles Joseph Gaston de Saporta (1823–1895)
- Saralegui – Hildelisa Saralegui Boza (n. 1949)
- Sarasin – Karl Friedrich Sarasin (1859–1942)
- Sarato – César Sarato (1830–1893)
- Sarauw – Georg Frederik Ludvig Sarauw (1862–1928)
- Sarg. – Charles Sprague Sargent (1841–1927)
- S.Arn. – Samuel Arnott (1852–1930)
- Sarnth. – Ludwig von Sarnthein (1861–1914)
- Sart. – Giovanni Battista Sartorelli (1780–1853)
- Sartori – Joseph Sartori (1809–1885)
- Sartwell – Henry Parker Sartwell (1792–1867)
- Sasaki – Shun-ichi Sasaki (1888–1960)
- Sasidh. – N. Sasidharan (n. 1952)
- Satow – Ernest Mason Satow (1843–1929)
- Sauss. – Horace-Bénédict de Saussure (1740–1799)
- Sauv. – Camille François Sauvageau (1861–1936)
- Sauvages – François Boissier de Sauvages de Lacroix (1706–1767)
- Sauvalle – Francisco Adolfo Sauvalle (1807–1879)
- Sav. – Paul Amedée Ludovic Savatier (1830–1891)
- Savi – Gaetano Savi (1769–1844)
- Savigny – Marie Jules César Lélorgne de Savigny (1777–1851)
- Săvul. – Traian Săvulescu (1889–1963)
- Saw – Leng Guan Saw (fl. 1997)
- Sax – Karl Sax (1892–1973)
- Say – Thomas Say (1787–1834)
- Sayre – Geneva Sayre (1911–1992)
- S.B.Andrews – S. Brian Andrews (fl. 1977)
- S.B.Jundz. – Stanisław Bonifacy Jundziłł (1761–1847)
- S.Blackmore – Stephen Blackmore (n. 1952)
- Scannell – Maura J.P. Scannell (1924–2011)
- S.Carter – Susan Carter Holmes (n. 1933)
- S.C.Chen – Sing Chi Chen (n. 1931)
- S.C.Darwin – Sarah Darwin (n. 1964)
- Schaeff. - Jacob Christian Schäffer (1718-1790)
- Schäf.-Verw. – Alfons Schäfer-Verwimp (n. 1950)
- Scharf – Uwe Scharf (n. 1965)
- Schauer – Johannes Conrad Schauer (1813–1848)
- Sch.Bip. – Carl Heinrich 'Bipontinus' Schultz (1805–1867)
- Schchian – Anna Semenovna Schchian (1905–1990)
- Scheb. – M. A. Schebalina (n. 1900)
- Scheele – George Heinrich Adolf Scheele (1808–1864)
- Scheer – Friedrich Scheer (1792–1868)
- Scheff. – Rudolph Herman Christiaan Carel Scheffer⁠(nl)[traduceți] (1844–1880)
- Scheffers – W. A. Scheffers (fl. 1981)
- Scheffler – Wolfram Scheffler (n. 1938)
- Scheibe – Arnold Scheibe (1901–1989)
- Scheidw. – Michael Joseph François Scheidweiler (1799–1861)
- Scheit – Max Scheit (1858–1888)
- Schelk. – Alexandr Bebutovicz Schelkownikow (1870–1933)
- Schelle – Ernst Schelle (1864–1945)
- Schellenb. – Hans Conrad Schellenberg (1872–1923)
- Schelpe – Edmund André Charles Lois Eloi Schelpe (1924–1985)
- Schelver – Friedrich Joseph Schelver (1778–1832)
- Schemmann – Wilhelm Schemmann (1845 – c. 1920)
- Schemske – Douglas W. Schemske (n. 1948)
- Schenck – Johann Heinrich Rudolf Schenck (1860–1927)
- Schenk – Joseph August Schenk (1815–1891)
- Scherb. – Johannes Scherbius (1769–1813)
- Scherer – Johann Andreas Scherer (1755–1844)
- Scherfel – Aurel Wilhelm Scherfel (1835–1895)
- Scherff. – Aladár Scherffel (1865–1938)
- Schery – Robert Walter Schery (1917–1987)
- Scheuchzer f. – Johannes Scheuchzer (1738–1815)
- Scheuerm. – Richard Scheuermann (1873–1949)
- Scheutz – Nils Johan Wilhelm Scheutz (1836–1889)
- Schewe – O. Schewe (n. 1892)
- Schew. – Wladimir Schewiakoff (1859–1930)
- Scheygr. – Arie Scheygrond (n. 1905)
- Schiede – Christian Julius Wilhelm Schiede (1798–1836)
- Schiffn. – Victor Félix Schiffner (1862–1944)
- Schimp. – Wilhelm Philippe Schimper (1808–1880)
- Schindl. – Anton Karl Schindler (1879–1964)
- Schinz – Hans Schinz (1858–1941)
- Schischk. – Boris Konstantinovich Schischkin (1886–1963)
- Schleid. – Matthias Jakob Schleiden (1804–1881)
- Schlieph. – Karl Schliephacke (1834–1913)
- Schltdl. – Diederich Franz Leonhard von Schlechtendal (1794–1866)
- Schltr. – Rudolf Schlechter (1872–1925)
- Schmalh. – Johannes Theodor Schmalhausen (1849–1894)
- Schmeil – Franz Otto Schmeil (1860–1943)
- Schnabl – Johann Nepomuk Schnabl (1853–1899)
- Schnack – Benno Julio Christian Schnack (1910–1981)
- Schnarf – Karl Schnarf (1879–1947)
- Schneck – Jacob Schneck (1843–1906)
- Schnee – Ludwig Schnee (1908–1975)
- Schneev. – George Voorhelm Schneevoogt (1775–1850)
- Schnegg – Hans Schnegg (1875–1950)
- Schneid.-Bind. – E. Schneider-Binder (n. 1942)
- Schneid.-Or. – Otto Schneider-Orelli (n. 1880)
- Schnekker – Johannes Daniel Schnekker (n. 1794)
- Schnell – Raymond Albert Alfred Schnell (1913–1999)
- Schneller – Johann Jakob Schneller (n. 1942)
- Schnepf – Eberhard Schnepf (n. 1931)
- Schnetter – Reinhard Schnetter (n. 1936)
- Schnetzl. – Johann Balthasar Schnetzler (1823–1896)
- Schnittsp. – Georg Friedrich Schnittspahn (1810–1865)
- Schnizl. – Adalbert Carl Friedrich Hellwig Conrad Schnizlein (1814–1868)
- Schodde – Richard Schodde (n. 1936)
- Schoenef. – Wladimir de Schoenefeld (1816–1875)
- Schoepff – Johann David Schoepff (1752–1800)
- Schönb.-Tem. – Eva Schönbeck-Temesy (n. 1930)
- Schönl. – Johann Lucas Schönlein (1793–1864)
- Schönland – Selmar Schönland (1860–1940)
- Schornh. (also Breen) – Ruth Olive Schornhurst Breen (1905–1987)
- Schott – Heinrich Wilhelm Schott (1794–1865)
- Schottky – Ernst Max Schottky (1888–1915)
- Schousb. – Peder Kofod Anker Schousboe (1766–1832)
- Schrad. – Heinrich Adolph Schrader (1767–1836)
- Schrank – Franz Paula von Schrank (1747–1810)
- Schreb. – Johann Christian Daniel von Schreber (1739–1810)
- Schrenk – Alexander Gustav von Schrenk (1816–1876)
- Schröt. – Carl Joseph Schröter (1855–1939)
- Schub. – Gotthilf Heinrich von Schubert (1780–1860)
- Schübl. – Gustav Schübler (1787–1834)
- Schuit. – André Schuiteman (n. 1960)
- Schult. – Josef August Schultes (1773–1831)
- Schult.f. – Julius Hermann Schultes (1804–1840)
- Schultz – Carl Friedrich Schultz (1765 or 1766–1837)
- Schultz Sch. – Carl Heinrich 'Schultzenstein' Schultz (1798–1871)
- Schum. – Julius (Heinrich Karl) Schumann (1810–1868)
- Schumach. – Heinrich Christian Friedrich Schumacher (1757–1830)
- Schur – Philipp Johann Ferdinand Schur (1799–1878)
- Schwägr. – Christian Friedrich Schwägrichen (1775–1853)
- Schwartz – Ernest Justus Schwartz (1869–1939)
- Schweick. – Herold Georg Wilhelm Johannes Schweickerdt (1903–1977)
- Schweigg. – August Friedrich Schweigger (1783–1821)
- Schwein. – Lewis David von Schweinitz (1780–1834)
- Schweinf. – Georg August Schweinfurth (1836–1925)
- Schwer. – Fritz Kurt Alexander von Schwerin (1847–1925)
- S.C.Lee – Shun Ching Lee (n. 1892)
- Scop. – Giovanni Antonio Scopoli (1723–1788)
- Scort. – Benedetto Scortechini (1845–1886)
- Scott-Elliot – George Francis Scott-Elliot (1862–1934)
- Scribn. – Frank Lamson Scribner (1851–1938)
- S.C.Srivast. – Suresh Chandra Srivastava (n. 1944)
- S.Curtis – Samuel Curtis (1779–1860)
- S.D.Jones – Stanley D. Jones (fl. 1992)
- S.Dressler – Stefan Dressler (n. 1964)
- Sealy – Joseph Robert Sealy (1907–2000)
- Seaver – Fred Jay Seaver (1877–1970)
- Secr. – Louis Secretan (1758–1839)
- Seem. – Berthold Carl Seemann (1825–1871)
- Seenus – Josef von Seenus (1825–1871)
- Seetzen – Ulrich Jaspar Seetzen (1767–1811)
- Ség. – Jean François Séguier (1703–1784)
- Seibert – Russell Jacob Seibert (1914–2004)[5]
- Seidenf. – Gunnar Seidenfaden (1908–2001)
- Seigler – David Stanley Seigler (n. 1940)
- Seisums – A. G. Seisums (n. 1962)
- Selander – Nils Sten Edvard Selander (1891–1957)
- Sellow – Friedrich Sellow (Sello) (1789–1831)
- Semple – John Cameron Semple (n. 1947)
- Sendtn. – Otto Sendtner (1813–1859)
- Seneb. – Jean Senebier (1742–1809)
- Senghas – Karlheinz Senghas (1928–2004)
- Sennen – Frère Sennen (1861–1937)
- Sennholz – Gustav Sennholz (1850–1895)
- Sennikov – Alexander Nikolaevitsch Sennikov (n. 1972)
- Ser. – Nicolas Charles Seringe (1776–1858)
- Serra – Luis Serra (n. 1966)
- Sessé – Martín Sessé y Lacasta (1751–1808)
- Setch. – William Albert Setchell (1864–1943)
- Seub. – Moritz August Seubert (1818–1878)
- Seward – Albert Charles Seward (1863–1941)
- S.F.Blake – Sidney Fay Blake (1892–1959)
- S.G.Gmel. – Samuel Gottlieb Gmelin (c. 1744 – 1774)
- S.G.Hao – Shu-Gang Hao (n. 1942)
- S.G.Pradhan – Sudhir Gajanan Pradhan (n. 1950)
- Shadbolt – George Shadbolt (1817–1901)
- Shafer – John Adolph Shafer (1863–1918)
- Shaler – Nathaniel Southgate Shaler (1841–1906)
- Sharsm. – Carl William Sharsmith (1903–1994)
- S.Hatt. – Sinske Hattori (1915–1992)
- Shaver – Jesse Milton Shaver (1888–1961)
- Shear – Cornelius Lott Shear (1865–1956)
- Sheppard – Harriet Campbell Sheppard (fl. 1783–1867)
- Sherff – Earl Edward Sherff (1886–1966)
- Shevock – James Robert Shevock (n. 1950)
- Shibata – Keita Shibata (1877–1949)
- Shiller – Ivan Shiller (n. 1895)
- Shimek – Bohumil Shimek (1861–1937)
- Shinners – Lloyd Herbert Shinners (1918–1971)
- Shipunov – Alexey B. Shipunov (n. 1965)
- Shiras. – Yasuyoshi (Miho or Homi) Shirasawa (1868–1947)
- S.H.Kang – Shin Ho Kang (n. 1968)
- Sh.Kurata – Shigeo Kurata (fl. 1965–2008)
- S.H.Lin – Shan Hsiung Lin (n. 1942)
- Shockley – William Hillman Shockley (1855–1925)
- Short – Charles Wilkins Short (1794–1863)
- Shreve – Forrest Shreve (1878–1950)
- Shrock – Robert Rakes Shrock (n. 1904)
- Shull – George Harrison Shull (1874–1954)
- Shultz – Benjamin Shultz (1772–1814)
- Shute – Cedric H. Shute (fl. 1989)
- Shuttlew. – Robert James Shuttleworth (1810–1874)
- Sibth. – John Sibthorp (1758–1796)
- Sickenb. – Ernst Sickenberger (1831–1895)
- Sieber – Franz Sieber (1789–1844)
- Siebold – Philipp Franz von Siebold (1796–1866)
- Siehe – Walter Siehe (1859–1928)
- Sierra – Eugeni Sierra (1919–1999)
- Siev. – Johann August Carl Sievers (1762–1795)
- Silliman – Benjamin Silliman (1779–1864)
- Silva Manso – António Luiz Patricio da Silva Manso (1788–1848)
- Sim – Thomas Robertson Sim (1856–1938)
- Sim.-Bianch. – Rosangela Simão-Bianchini (fl. 1997)
- Simon – Eugène Simon (1848–1924)
- Simon-Louis – Leon L. Simon-Louis (1834–1913)
- Simpson – Charles Torrey Simpson (1826–1932)
- Sims – John Sims (1749–1831)
- Sinclair – Sir John Sinclair, 1st Baronet (1754–1835)
- Singer – Rolf Singer (1906–1994)
- Sinnott – Edmund Ware Sinnott (1888–1968)
- Sint. – Paul Ernst Emil Sintenis (1847–1907)
- S.Jenn. – Samuel Jennings (fl. 1875)
- S.J.Hao – Si Jun Hao (n. 1965)
- S.J.van Leeuwen – Stephen J. van Leeuwen (n. 1962)
- Skan – Sidney Alfred Skan (1870–1939)
- S.K.Chen – Shu Kun Chen (n. 1936)
- Skeels – Homer Collar Skeels (1873–1934)
- S.Kim – Sangtae Kim (n. 1967)
- S.K.Lee – Shu Kang Lee (n. 1915)
- S.Knapp – Sandra Diane Knapp (n. 1956)
- S.Koehler – Samantha Koehler (n. 1975)
- Skottsb. – Carl Johan Fredrik Skottsberg (1880–1963)
- Skov – Flemming Skov (n. 1958)
- S.Kuros. – Sachiko Kurosawa (1927–2011)
- Skutch – Alexander Skutch (1904–2004)
- Slavin – Bernard Henry Slavin (1873–1960)
- S.L.Clark – Stephen L. Clark (n. 1940)
- S.Lee – Sangtae Lee (n. 1944)
- Sleumer – Hermann Otto Sleumer (1906–1993)
- Sloane – Hans Sloane (1660–1753)
- Slooten – Dirk Fok van Slooten (1891–1953)
- S.L.Welsh – Stanley Larson Welsh (n. 1928)
- Sm. – James Edward Smith (1759–1828)
- Small – John Kunkel Small (1869–1938)
- Smalley – Eugene Byron Smalley (1926–2002)
- S.M.Baker – Sarah Martha Baker (1887–1917)
- S.McPherson – Stewart R. McPherson (n. 1983)
- Smirnova – Zoya Nikolayevna Smirnova (1898–1979)
- S.Moore – Spencer Le Marchant Moore (1850–1931)
- S.M.R.Leopold – Leopold III, S. M. Roi (1901–1983)
- Smuts – Jan Christiaan Smuts (1870–1950)
- Smyth – Bernard Bryan Smyth (1843–1913)
- Sneath – Peter Henry Andrews Sneath (1923–2011)
- Snelling – Lilian Snelling (1879–1972)
- Snyder – Leon Carleton Snyder (1908–1987)
- Sobol. – Gregor Fedorovitch Sobolewsky (1741–1807)
- Soderstr. – Thomas Robert Soderstrom (1936–1987)
- Soegeng – Wertit Soegeng-Reksodihardjo (n. 1935)
- Soepadmo – Engkik Soepadmo (n. 1937)
- S.O.Grose – Susan Oviat Grose (n. 1974)
- Soják – Jiří Soják (1936–2012)
- Sol. – Daniel Solander (1733–1782)
- Sole – William Sole (1741–1802)
- Soler. – Hans Solereder (1860–1920)
- Solms – Hermann Maximilian Carl Ludwig Friedrich zu Solms-Laubach (1842–1915)
- Solomon – James C. Solomon (n. 1952)
- Sond. – Otto Wilhelm Sonder (1812–1881)
- Sonn. – Pierre Sonnerat (1748–1814)
- Sonnini – Charles-Nicolas-Sigisbert Sonnini de Manoncourt (1751–1812)
- Soó – Károly Rezső Soó von Bere (1903–1980)
- Sopp (also Johan-Olsen) – Olav Johan Sopp (1860–1931)
- Soulié – Joseph Auguste Soulié (1868–1930)
- Sowerby – James Sowerby (1757–1822)
- Soyaux – Hermann Soyaux (n. 1852)
- Spach – Édouard Spach (1801–1879)
- Span. – Johan Baptist Spanoghe (1798–1838)
- Sparrm. – Anders Sparrman (1748–1820)
- Späth – Franz Ludwig Späth (1838–1913)
- S.P.Churchill – Steven Paul Churchill (n. 1948)
- S.P.Darwin – Steven P. Darwin (n. 1949)
- Speg. – Carlo Luigi Spegazzini (1858–1926)
- Spellenb. – Richard Spellenberg (n. 1940)
- Speta – Franz Speta (n. 1941)
- Spicer – William Webb Spicer (1820–1879)
- S.Pierce – Simon Pierce (n. 1974)
- Spillman – William Jasper Spillman (1863–1931)
- Spix – Johann Baptist Ritter von Spix (1781–1826)
- Sprague – Thomas Archibald Sprague (1877–1958)
- Spreng. – Curt Polycarp Joachim Sprengel (1766–1833)
- Spring – Antoine Frédéric Spring (1814–1872)
- Spruce – Richard Spruce (1817–1893)
- S.Q.Cai – Shao Qing Cai (fl. 2003)
- S.Q.Tong – Shao Quan Tong (n. 1935)
- Squivet – Joseph Squivet de Carondelet (1878–1966)
- Sreek. – Puthenpurayil Viswanathan Sreekumar (n. 1954)
- S.R.Ramesh – S. R. Ramesh (fl. 1986)
- S.S.Chang – Siu Shih Chang (n. 1918)
- S.S.Chien – Sung Shu Chien (1883–1965)
- S.S.Renner – Susanne Sabine Renner (n. 1954)
- Stace – Clive Anthony Stace (n. 1938)
- Stackh. – John Stackhouse (1742–1819)
- Stafleu – Frans Antonie Stafleu (1921–1997)
- Standl. – Paul Carpenter Standley (1884–1963)
- Stanger – William Stanger (surveyor) (1811–1854)
- Stansb. – Howard Stansbury (1806–1863)
- Stapf – Otto Stapf (1857–1933)
- Staples – George William Staples (n. 1953)
- Staudt – Günther Staudt (n. 1926)
- S.T.Blake – Stanley Thatcher Blake (1910–1973)
- Stearn – William Thomas Stearn (1911–2001)
- Stebbing – Edward Percy Stebbing (1872–1960)
- Stebbins – George Ledyard Stebbins (1906–2000)
- Stebler – Friedrich Gottlieb Stebler (1852–1935)
- Stedman – John Gabriel Stedman (1744–1797)
- Steedman – Ellen Constance Steedman (1859–1949)
- Steenis – Cornelis Gijsbert Gerrit Jan van Steenis (1901–1986)
- Steentoft – Margaret Steentoft (n. 1927)
- Steere – William Campbell Steere (1907–1989)
- Steetz – Joachim Steetz (1804–1862)
- Stein – Berthold Stein (1847–1926)
- Stelfox – Arthur Wilson Stelfox (1883–1972)
- Steller – Georg Wilhelm Steller (1709–1746)
- Steph. – Franz Stephani (1842–1927)
- Stephan – Christian Friedrich Stephan (1757–1814)
- Sterba – Günther Sterba (n. 1922)
- Sternb. – Kaspar Maria von Sternberg (1761–1838)
- Sterns – Emerson Ellick Sterns (1846–1926)
- Steud. – Ernst Gottlieb von Steudel (1783–1856)
- Steven – Christian von Steven (1781–1863)
- Steward – Albert Newton Steward (1897–1959)
- Steyerm. – Julian Alfred Steyermark (1909–1988)
- Stierst. – Christian Stierstorfer (n. 1969)
- Stiles – Charles Wardell Stiles (1867–1933 or 1941)
- Still. – Benjamin Stillingfleet (1702–1771)
- Stirt. – James Stirton (1833–1917)
- S.T.Kim – Sang-Tae Kim (n. 1971)
- St.-Lag. – Jean Baptiste Saint-Lager (1825–1912)
- Stockdale – Phyllis Margaret Stockdale (1927–1989)
- Stocker – Otto Stocker (1888–1979)
- Stockey – Ruth A. Stockey (fl. 1998)
- Stocking – Kenneth Morgan Stocking (n. 1911)
- Stockm. – Siegfried Stockmayer (1868–1933)
- Stockmans – François Stockmans (1904–1986)
- Stocks – John Ellerton Stocks (1822–1854)
- Stockw. – William Palmer Stockwell (1898–1950)
- Stoj. – Nikolai Andreev Stojanov (1883–1968)
- Stokes – Jonathan S. Stokes (1755–1831)
- Stoliczka – Ferdinand Stoliczka (1838–1874)
- Stopes – Marie Charlotte Carmichael Stopes (1880–1958)
- Story – Robert Story (n. 1913)
- Strasb. – Eduard Strasburger (1844–1912)
- S.Tripathi – Sunil Tripathi (fl. 1999)
- Stritch – L.R.Stritch (fl. 1982)
- Strobl – Gabriel Strobl (1846–1925)
- Strutt – Jacob George Strutt (1790–1864)
- Stuart – John Stuart, 3rd Earl of Bute (or as John Stuart Bute) (1713–1792)
- Stuchlík – Jaroslav Stuchlík (1890–1967)
- Stuntz – Stephen Conrad Stuntz (1875–1918)
- Stur – Dionys Rudolf Josef Stur (1827–1893)
- Sturm – Jacob Sturm (1771–1848)
- Suckow – Georg Adolf (Adolph) Suckow (1751–1813)
- Sucre – Dimitri Sucre Benjamin (fl. 1962)
- Sudre – Henri L. Sudre (1862–1918)
- Sudw. – George Bishop Sudworth (1864–1927)
- Suess. – Karl Suessenguth (1893–1955)
- Suffrian – Christian Wilhelm Ludwig Eduard Suffrian (1805–1876)
- Sukaczev – Vladimir Nikolayevich Sukachev (Nikolajevich Sukaczev) (1880–1967)
- Suksathan – Piyakaset Suksathan (n. 1960)
- Suksd. – Wilhelm Nikolaus Suksdorf (1850–1932)
- Sull. – William Starling Sullivant (1803–1873)
- Sümbül – Hüseyin Sümbül (n. 1955)
- Summerb. – Richard Summerbell (n. 1956)
- Summerh. – Victor Samuel Summerhayes (1897–1974)
- Surian – Joseph Donat Surian (d. 1691)
- Suringar – Willem Frederik Reinier Suringar (1832–1898)
- Suter – Johann Rudolf Suter (1766–1827)
- Sutherl. – James Sutherland (c. 1639 – 1719)
- Sved. – Nils (Eberhard) Svedelius (1873–1960)
- Svenson – Henry Knute Svenson (1897–1986)
- Svent. – Eric R. Svensson Sventenius (1910–1973)
- S.Vidal – Sebastian Vidal (1842–1889)
- Sw. – Olof Swartz (1760–1818)
- Swainson – William John Swainson (1789–1855)
- Swallen – Jason Richard Swallen (1903–1991)
- S.Waller – S. Waller (fl. 1951)
- S.W.Arnell – Sigfrid Wilhelm Arnell (1895–1970)
- S.Watson – Sereno Watson (1812–1883)
- Sweet – Robert Sweet (1783–1835)
- Swezey – Goodwin Deloss Swezey (1851–1934)
- Swingle – Walter Tennyson Swingle (1871–1952)
- S.W.L.Jacobs – Surrey Wilfrid Laurance Jacobs (1946–2009)
- Syd. – Hans Sydow (1879–1946) (son of Paul Sydow)
- S.Y.Hu – Shiu-Ying Hu (1910–2012)
- Syme – John Thomas Irvine Boswell Syme (1822–1888)
- Symington – Colin Fraser Symington (1905–1943)
- Symons – Jelinger Symons (1778–1851)
- S.Y.Sm. – Selena Y. Smith (fl. 2004)
- S.Y.Wang – Sui-Yi Wang (n. 1934)
- S.Y.Wong – Sin Yeng Wong (n. 1975)
- S.Zhu – Shu Zhu (fl. 2003)
- S.Z.Huang – Se Zei Huang (fl. 1980s)
- Szyszył. – Ignaz von Szyszyłowicz (1857–1910)

## T–Z
| Liste: Sus | A | B | C | D | E F | G | H | I J | K L | M | N O | P | Q R | S | T U V | W X Y Z |

Pentru a găsi intrări ce încep cu T–Z, folosiți cuprinsul de mai sus.